# الدر المكنون (كتاب)
الدر المكنون هو كتاب نثري لعلم الكونيات بالتركية العثمانية من القرن الخامس عشر، ويُنسب تقليديًا إلى أحمد بيكان [الإنجليزية]. وهو عبارة عن تجميع لمواد متباينة للغاية، مرتبة في فترة زمنية تمتد من "الوقت قبل الزمن" إلى ما بعد نهاية العالم. يشكل التحول موضوعًا مهيمنًا: على خلفية التحول الكوني تحدث العديد من أنواع التغييرات في الشكل والمحتوى.

## الأهمية
كان النصف الأول من القرن الخامس عشر حاسمًا في تطور اللغة التركية. وهذا يجعل كتاب الدر المكنون، بحجمه وموضوعاته المتنوعة، مصدرًا مهمًا للثقافة واللغة العثمانية المبكرة. وقد كتب بيكان هذا الكتاب عمدًا للعامة باللغة التركية العامية، وكان يدافع بشدة عن عدم استخدام اللغتين العربية والفارسية على نطاق واسع بين النخبة المتعلمة. يشهد وجود أكثر من مائة نسخة مخطوطة باقية (لم تظهر أبدًا في الطباعة) على شعبيته حتى القرن التاسع عشر.

## التأليف والتأريخ
الدر المكنون وهو عمل مجهول المؤلف، يُنسب عادة إلى أحمد بيكان. ويبدو أن التحليل اللغوي والمقارنة مع أعمال أخرى معروف أنها من يده يعززان هذا التقليد. إن توقيعه [الإنجليزية] غير معروف وربما يكون قد ضاع في وقت ما.
سنة الكتابة غير واضحة. يفترض ستيفان يراسيموس مزاجًا أخرويًا في العمل أثاره الغزو التركي للقسطنطينية، يرجع تاريخ الكتاب إلى ما بعد عام 1453 بفترة وجيزة. لكن الباحث الهولندي لابان كابتين يدحض هذا الادعاء بعد تحليل دقيق لمحتويات العمل المتعلقة بنهاية الزمان.

## الملخص
وقد قسَّم بيكان العمل إلى 18 فصلًا، على غرار العوالم الـ 18000 التي خلقها الله.
الفصل الأول : في السماوات والعرش والعرش واللوح والقلم والجنة والنار والقمر والشمس والنجوم والكروبيم
الفصل الثاني : في الأرضين وعجائبهما، والمخلوقات التي تعيش عليهما، وفي الجحيم
الفصل الثالث : في سطح الأرض والمخلوقات عليها
الفصل الرابع : في علم المساحة، على المناطق المناخية والأيام والساعات
الفصل الخامس : عن الجبال الرواسي
الفصل السادس : عن البحار والجزر وتنوعها الكبير من الكائنات الحية
الفصل السابع : عن المدن والمساجد والأديرة والمناطق المناخية (من بين حكايات أخرى، أسطورة تأسيس إسطنبول التركية، التي صاغها هنا بيكان)
الفصل الثامن : في المساجد والأديرة الرائعة
الفصل التاسع : في عرش سليمان
الفصل العاشر : في عرش بلقيس وزيارتها لسليمان
الفصل الحادي عشر : في مدة الحياة وعلم الفراسة، توجد معالجة مختصرة في هذا الفصل أيضًا
الفصل الثاني عشر : في الأماكن التي لحق بها عذاب الله
الفصل الثالث عشر : في خواص النباتات والفواكه والأحجار عند الأطباء
الفصل الرابع عشر : في الأشكال والتماثيل؛ بعض القصص عن المدن
الفصل الخامس عشر : في الطيور ومنها السيمرغ
الفصل السادس عشر : في علم الجفر؛ في ما يجري في الدنيا والآخرة؛ في علامات الجفر الخفية (الجفر: علم الأعداد الإسلامي)
الفصل السابع عشر : في علامات يوم القيامة
الفصل الثامن عشر : في آخر الزمان؛ وبعض الخطب

## ملحوظات
1. ↑  Laban Kaptein (ed.), Ahmed Bican Yazıcıoğlu, Dürr-i Meknûn. Kritische Edition mit Kommentar, Asch 2007
2. ↑  Stéphane Yerasimos, Légendes d’empire. La fondation de Constantinople et de Sainte-Sophie dans les traditions turques. Parijs 1990

## الأدب
- لابان كابتين، إيندتيجد والمسيح الدجال (ad-dağğâl) في الإسلام. أخرويات بيج أحمد بيكان († حوالي ١٤٦٦). ليدن 1997. (يحتوي على نسخة طبق الأصل من الفصل 17، مخطوطة لايدن، مكتبة جامعة لايدن، رقم 1301، مع تحليل موضوعي وترجمة باللغة الهولندية)
- لابان كابتين، أحمد بيكان يازيجي أوغلو ، دور مكنان. الطبعة Kritische مع التعليق. آش 2007.(ردمك 978-90-902140-8-5)رقم ISBN 978-90-902140-8-5
- يان شميدت، مراجعة كتاب كابتين 2007، مكتبة الشرق LXIV 5-6 2007: 793-797.
- ستيفان يراسيمو، أساطير الإمبراطورية. مؤسسة القسطنطينية والقديسة صوفي في التقاليد التركية. باريس 1990.(ردمك 2-906053-15-5)رقم ISBN 2-906053-15-5

## روابط خارجية
- موقع على الإنترنت حول الدرّ المكنون ، مع رابط إلى نصّ منسوخ متكامل لقصيدة بيكان التعليمية عن الأحجار الكريمة وشبه الكريمة ، جواهرنامه (جواهر-نام، جواهرنام)